# Liga Invernal Veracruzana 2008-2009
La Temporada 2008-2009 de la Liga Invernal Veracruzana fue la edición número 4 de la segunda etapa de este circuito. Fue inaugurada el viernes 10 de octubre de 2008, con un partido entre los Toros de Soledad y los campeones de 2007-2008 los Chileros de Xalapa, en el Parque Deportivo Colón en Xalapa, Veracruz.
Hubo dos cambios de equipos con respecto a la temporada 2007-2008: los Queseros de La Mixtequilla y los Toros de Soledad entraron a la liga en lugar de los Rojos de Coatzacoalcos y los Plataneros de Tabasco respectivamente.
Se implementó el Play by Play en el sitio oficial de la liga a través del cual se pueden seguir lanzamiento por lanzamiento todos los partidos de la temporada. Este sistema es muy similar al usado por la Liga Mexicana de Béisbol.
El equipo campeón fue Brujos de Los Tuxtlas, derrotando en la Serie Final 4 juegos a 1 a los Gallos de Santa Rosa, bajo el mando del Mánager-Jugador veracruzano Pedro Meré.

## Equipos participantes
| Liga Invernal Veracruzana 2008-2009 |                            |                               |                                      |
| Zona                                | Equipo                     | Sede                          | Estadio                              |
| Centro                              | Cafeteros de Córdoba       | Córdoba, Veracruz             | "Beisborama"                         |
| Centro                              | Chileros de Xalapa         | Xalapa, Veracruz              | Deportivo Colón                      |
| Centro                              | Gallos de Santa Rosa       | Ciudad Mendoza, Veracruz      | Deportivo Esfuerzo Obrero            |
| Centro                              | Rojos de Veracruz          | Veracruz, Veracruz            | Deportivo Universitario "Beto Ávila" |
| Centro                              | Toros de Soledad           | Soledad de Doblado, Veracruz  | Santa Catarina                       |
| Sur                                 | Broncos de Cosamaloapan    | Cosamaloapan, Veracruz        | Deportivo Cosamaloapeño              |
| Sur                                 | Brujos de Los Tuxtlas      | San Andrés Tuxtla, Veracruz   | Aurelio Ballados                     |
| Sur                                 | Gavilanes de Minatitlán    | Minatitlán, Veracruz          | 18 de marzo de 1938                  |
| Sur                                 | Queseros de La Mixtequilla | Ignacio de la Llave, Veracruz | "José Ángel Chávez"                  |
| Sur                                 | Tobis de Acayucan          | Acayucan, Veracruz            | La Arrocera                          |

## Posiciones

### Primera Vuelta
| Zona Centro | Zona Centro | Zona Centro | Zona Centro | Zona Centro | Zona Centro | Zona Sur       | Zona Sur | Zona Sur | Zona Sur | Zona Sur | Zona Sur |
| Equipo      | Gan.        | Per.        | Porc.       | JV          | Puntos      | Equipo         | Gan.     | Per.     | Porc.    | JV       | Puntos   |
| ----------- | ----------- | ----------- | ----------- | ----------- | ----------- | -------------- | -------- | -------- | -------- | -------- | -------- |
| Córdoba     | 22          | 10          | .688        | -           | 8           | Los Tuxtlas    | 18       | 11       | .600     | -        | 8        |
| Santa Rosa  | 18          | 13          | .581        | 3.5         | 7           | Minatitlán     | 17       | 12       | .586     | 1        | 7        |
| Soledad     | 13          | 13          | .500        | 6           | 6.5         | Cosamaloapan   | 16       | 12       | .571     | 1.5      | 6.5      |
| Veracruz    | 14          | 15          | .483        | 6.5         | 5.75        | Acayucan       | 7        | 21       | .250     | 10.5     | 6        |
| Xalapa      | 14          | 15          | .483        | 6.5         | 5.75        | La Mixtequilla | 5        | 22       | .179     | 12       | 5.5      |

### Segunda Vuelta
| Zona Centro | Zona Centro | Zona Centro | Zona Centro | Zona Centro | Zona Centro | Zona Sur       | Zona Sur | Zona Sur | Zona Sur | Zona Sur | Zona Sur |
| Equipo      | Gan.        | Per.        | Porc.       | JV          | Puntos      | Equipo         | Gan.     | Per.     | Porc.    | JV       | Puntos   |
| ----------- | ----------- | ----------- | ----------- | ----------- | ----------- | -------------- | -------- | -------- | -------- | -------- | -------- |
| Santa Rosa  | 18          | 11          | .621        | -           | 8           | Minatitlán     | 19       | 7        | .731     | -        | 8        |
| Xalapa      | 16          | 11          | .593        | 1           | 7           | Los Tuxtlas    | 20       | 8        | .714     | 0        | 7        |
| Soledad     | 17          | 13          | .567        | 1.5         | 6.5         | Cosamaloapan   | 12       | 13       | .480     | 6.5      | 6.5      |
| Córdoba     | 15          | 14          | .517        | 3           | 6           | Acayucan       | 9        | 18       | .333     | 10.5     | 6        |
| Veracruz    | 12          | 18          | .400        | 6.5         | 5.5         | La Mixtequilla | 2        | 27       | .069     | 18.5     | 5.5      |

### Global
| Zona Centro | Zona Centro | Zona Centro | Zona Centro | Zona Centro | Zona Centro | Zona Centro | Zona Sur       | Zona Sur | Zona Sur | Zona Sur | Zona Sur | Zona Sur | Zona Sur |
| Equipo      | Gan.        | Per.        | Porc.       | PPV.        | PSV.        | PT.         | Equipo         | Gan.     | Per.     | Porc.    | PPV.     | PSV.     | PT.      |
| ----------- | ----------- | ----------- | ----------- | ----------- | ----------- | ----------- | -------------- | -------- | -------- | -------- | -------- | -------- | -------- |
| Santa Rosa  | 36          | 24          | .600        | 7           | 8           | 15          | Los Tuxtlas    | 38       | 19       | .667     | 8        | 7        | 15       |
| Córdoba     | 37          | 25          | .597        | 8           | 6           | 14          | Minatitlán     | 36       | 19       | .655     | 7        | 8        | 15       |
| Soledad     | 30          | 26          | .536        | 6.5         | 6.5         | 13          | Cosamaloapan   | 28       | 25       | .528     | 6.5      | 6.5      | 13       |
| Xalapa      | 30          | 26          | .536        | 5.75        | 7           | 12.75       | Acayucan       | 16       | 39       | .291     | 6        | 6        | 12       |
| Veracruz    | 26          | 33          | .441        | 5.75        | 5.5         | 11.25       | La Mixtequilla | 7        | 49       | .125     | 5.5      | 5.5      | 11       |

| Clasificado a los playoffs |

## Juego de Estrellas
El Juego de Estrellas se realizó el 20 de noviembre de 2008 en el Parque Deportivo Colón, sede de los Chileros de Xalapa. El resultado favoreció a la Zona Centro 11-10.

Omar Bramasco infielder de los Brujos de Los Tuxtlas fue el ganador del Home Run Derby. Marco Antonio Rivera de los Toros de Soledad resultó el jugador más valioso del encuentro.

## Play-offs
|  | Primer Play off      | Primer Play off      |              |             | Finales de zona              | Finales de zona              |  |            | Serie Final      | Serie Final      |  |
|  | 23 - 28 de diciembre | 23 - 28 de diciembre |              |             | 30 de diciembre - 7 de enero | 30 de diciembre - 7 de enero |  |            | 10 - 15 de enero | 10 - 15 de enero |  |
|  |                      |                      |              |             |                              |                              |  |            |                  |                  |  |
|  |                      |                      |              |             |                              |                              |  |            |                  |                  |  |
|  | Soledad              | 1                    |              |             |                              |                              |  |            |                  |                  |  |
|  | Soledad              | 1                    |              |             |                              |                              |  |            |                  |                  |  |
|  | Santa Rosa           | 3                    |              |             |                              |                              |  |            |                  |                  |  |
|  | Santa Rosa           | 3                    |              | Santa Rosa  | 4                            |                              |  |            |                  |                  |  |
|  | Zona Centro          |                      |              | Santa Rosa  | 4                            |                              |  |            |                  |                  |  |
|  |                      |                      | Córdoba      | 3           |                              |                              |  |            |                  |                  |  |
|  | Xalapa               | 1                    | Córdoba      | 3           |                              |                              |  |            |                  |                  |  |
|  | Xalapa               | 1                    |              |             |                              |                              |  |            |                  |                  |  |
|  | Córdoba              | 3                    |              |             |                              |                              |  |            |                  |                  |  |
|  | Córdoba              | 3                    |              |             |                              |                              |  | Santa Rosa | 1                |                  |  |
|  |                      |                      |              |             |                              |                              |  | Santa Rosa | 1                |                  |  |
|  |                      |                      | Los Tuxtlas  | 4           |                              |                              |  |            |                  |                  |  |
|  | Acayucan             | 1                    | Los Tuxtlas  | 4           |                              |                              |  |            |                  |                  |  |
|  | Acayucan             | 1                    |              |             |                              |                              |  |            |                  |                  |  |
|  | Los Tuxtlas          | 3                    |              |             |                              |                              |  |            |                  |                  |  |
|  | Los Tuxtlas          | 3                    |              | Los Tuxtlas | 4                            |                              |  |            |                  |                  |  |
|  | Zona Sur             |                      |              | Los Tuxtlas | 4                            |                              |  |            |                  |                  |  |
|  |                      |                      | Cosamaloapan | 0           |                              |                              |  |            |                  |                  |  |
|  | Cosamaloapan         | 3                    | Cosamaloapan | 0           |                              |                              |  |            |                  |                  |  |
|  | Cosamaloapan         | 3                    |              |             |                              |                              |  |            |                  |                  |  |
|  | Minatitlán           | 1                    |              |             |                              |                              |  |            |                  |                  |  |
|  | Minatitlán           | 1                    |              |             |                              |                              |  |            |                  |                  |  |
|  |                      |                      |              |             |                              |                              |  |            |                  |                  |  |

 Nota: Toros de Soledad y Chileros de Xalapa quedaron con el mismo porcentaje en el Standing Global, pero se determinó que por el Dominio de los Chileros sobre losToros finalmente los xalapeños se quedaran con el tercer lugar de la Zona Centro, no obstante que los Toros lograron una mayor puntuación en la suma de las dos vueltas; por lo cual Chileros enfrentó a los Cafeteros de Córdoba en lugar de a los Gallos de Santa Rosa en el Primer Play off. 

### Serie Final
Los Brujos de Los Tuxtlas consiguieron su 1.er título al vencer por 4-1 en la serie a los Gallos de Santa Rosa.

#### Juego 1
10 y 11 de enero de 2009; Parque Deportivo Esfuerzo Obrero, Ciudad Mendoza, Veracruz.
| Equipo                                                       | 1 | 2 | 3 | 4 | 5 | 6 | 7 | 8 | 9 | 10 | 11 | C  | H  | E |
| ------------------------------------------------------------ | - | - | - | - | - | - | - | - | - | -- | -- | -- | -- | - |
| Los Tuxtlas                                                  | 0 | 0 | 4 | 0 | 0 | 0 | 0 | 0 | 2 | 0  | 5  | 11 | 19 | 1 |
| Santa Rosa                                                   | 0 | 0 | 0 | 1 | 2 | 1 | 1 | 1 | 0 | 0  | 1  | 7  | 18 | 6 |
| G: Enrique Ramírez (1-0); P: Eder Llamas (0-1); SV: No hubo. |   |   |   |   |   |   |   |   |   |    |    |    |    |   |
| HR: TUX - R. Hernández (1); SR - J. Bass (1).                |   |   |   |   |   |   |   |   |   |    |    |    |    |   |

#### Juego 2
11 de enero de 2009; Parque Deportivo Esfuerzo Obrero, Ciudad Mendoza, Veracruz.
| Equipo                                                                         | 1 | 2 | 3 | 4 | 5 | 6 | 7 | 8 | 9 | C | H  | E |
| ------------------------------------------------------------------------------ | - | - | - | - | - | - | - | - | - | - | -- | - |
| Los Tuxtlas                                                                    | 0 | 0 | 0 | 1 | 0 | 1 | 0 | 6 | 1 | 9 | 11 | 0 |
| Santa Rosa                                                                     | 1 | 0 | 2 | 1 | 0 | 0 | 0 | 1 | 2 | 7 | 11 | 1 |
| G: Erubiel González (1-0); P: Felipe Arredondo (0-1); SV: Enrique Ramírez (1). |   |   |   |   |   |   |   |   |   |   |    |   |
| HR: TUX - N. Mata (1 y 2); SR - J.A. Trejo (1).                                |   |   |   |   |   |   |   |   |   |   |    |   |

#### Juego 3
13 de enero de 2009; Parque Aurelio Ballados, San Andrés Tuxtla, Veracruz.
| Equipo                                                                 | 1 | 2 | 3 | 4 | 5 | 6 | 7 | 8 | 9 | C | H | E |
| ---------------------------------------------------------------------- | - | - | - | - | - | - | - | - | - | - | - | - |
| Santa Rosa                                                             | 0 | 0 | 1 | 0 | 1 | 1 | 0 | 0 | 0 | 3 | 9 | 2 |
| Los Tuxtlas                                                            | 0 | 0 | 0 | 2 | 0 | 0 | 0 | 0 | 0 | 2 | 4 | 1 |
| G: Eder Llamas (1-1); P: Ernesto Vizcarra (0-1); SV: Esteban Haro (1). |   |   |   |   |   |   |   |   |   |   |   |   |
| HR: No hubo.                                                           |   |   |   |   |   |   |   |   |   |   |   |   |

#### Juego 4
14 de enero de 2009; Parque Aurelio Ballados, San Andrés Tuxtla, Veracruz.
| Equipo                                                            | 1 | 2 | 3 | 4 | 5 | 6 | 7 | 8 | 9 | C | H | E |
| ----------------------------------------------------------------- | - | - | - | - | - | - | - | - | - | - | - | - |
| Santa Rosa                                                        | 0 | 0 | 0 | 0 | 0 | 0 | 0 | 0 | 0 | 0 | 5 | 0 |
| Los Tuxtlas                                                       | 0 | 3 | 0 | 0 | 1 | 0 | 0 | 0 | X | 4 | 5 | 0 |
| G: Alberto Manrique (1-0); P: David Argüelles (0-1); SV: No hubo. |   |   |   |   |   |   |   |   |   |   |   |   |
| HR: TUX - P. Meré (1).                                            |   |   |   |   |   |   |   |   |   |   |   |   |

#### Juego 5
15 de enero de 2009; Parque Aurelio Ballados, San Andrés Tuxtla, Veracruz.
| Equipo                                                      | 1 | 2 | 3 | 4 | 5 | 6 | 7 | 8 | 9 | 10 | 11 | 12 | C | H  | E |
| ----------------------------------------------------------- | - | - | - | - | - | - | - | - | - | -- | -- | -- | - | -- | - |
| Santa Rosa                                                  | 0 | 0 | 0 | 2 | 0 | 0 | 0 | 0 | 0 | 0  | 3  | 0  | 5 | 14 | 2 |
| Los Tuxtlas                                                 | 0 | 1 | 0 | 1 | 0 | 0 | 0 | 0 | 0 | 0  | 3  | 1  | 6 | 10 | 0 |
| G: Leo Figuereo (1-0); P: Esteban Terán (0-1); SV: No hubo. |   |   |   |   |   |   |   |   |   |    |    |    |   |    |   |
| HR: No hubo.                                                |   |   |   |   |   |   |   |   |   |    |    |    |   |    |   |

## Líderes
| Categoría           | Jugador                                              | Marca |
| ------------------- | ---------------------------------------------------- | ----- |
| Porcentaje          | Jayson Bass (Santa Rosa)                             | .443  |
| Carreras Producidas | Jayson Bass (Santa Rosa)                             | 64    |
| Home Runs           | Jayson Bass (Santa Rosa)                             | 20    |
| Carreras Anotadas   | Jayson Bass (Santa Rosa)                             | 66    |
| Hits                | Jayson Bass (Santa Rosa)                             | 102   |
| Dobles              | Iván Bellazetín (Xalapa) Joel Galarraga (Minatitlán) | 20    |
| Triples             | Joel Galarraga (Minatitlán)                          | 4     |
| Slugging            | Jayson Bass (Santa Rosa)                             | .800  |

| Categoría         | Jugador                                                                                    | Marca |
| ----------------- | ------------------------------------------------------------------------------------------ | ----- |
| Efectividad       | Alexander Francisco (Minatitlán)                                                           | 1.19  |
| Juegos Ganados    | Enrique Quintanilla (Soledad)                                                              | 9     |
| Ponches           | Gregorio Martínez (Santa Rosa)                                                             | 56    |
| Entradas Lanzadas | Enrique Quintanilla (Soledad)                                                              | 80    |
| Juegos Completos  | Heriberto Rodríguez (Xalapa) Tomás Javier Solís (Minatitlán) Kenny Torres (La Mixtequilla) | 2     |
| Blanqueadas       | Heriberto Rodríguez (Xalapa)                                                               | 2     |
| Juegos Salvados   | Geivy Antonio García (Minatitlán)                                                          | 17    |

## Designaciones
| Designación         | Ganador                  | Equipo                |
| ------------------- | ------------------------ | --------------------- |
| Jugador más valioso | Jayson Bass              | Gallos de Santa Rosa  |
| Pitcher del año     | Enrique Quintanilla      | Toros de Soledad      |
| Mánager del año     | Pedro Meré               | Brujos de Los Tuxtlas |
| Ejecutivo del año   | Ubaldo Aguilera González | Brujos de Los Tuxtlas |

## Polémicas
- Se determinó aumentar el número de extranjeros de 4 a 5 por equipo, y con esto se perdería una plaza de trabajo para un jugador nacional.
- El número de jugadores veracruzanos disminuyó considerablemente con respecto a temporadas anteriores, y se mencionó que el objetivo principal del circuito que era el de dar empleo a los jugadores locales que no encontraban trabajo en la Liga Mexicana del Pacífico, se había ignorado por completo por la nueva directiva de la liga.